# San Rafael (Talca)
San Rafael é uma comuna da província de Talca, localizada na Região de Maule, Chile. Possui uma área de 263,5 km² e uma população de 7.674 habitantes (2002).